# Caleta Coria
Die Caleta Coria (spanisch) ist eine 1 km breite und 1,5 km lange Bucht an der Ostküste von Liège Island im Palmer-Archipel westlich der Antarktischen Halbinsel. Sie liegt 7,2 km südwestlich des Neyt Point.
Die Benennung der Bucht geht auf argentinische Wissenschaftler zurück.